# Jacqueline Van Ovost

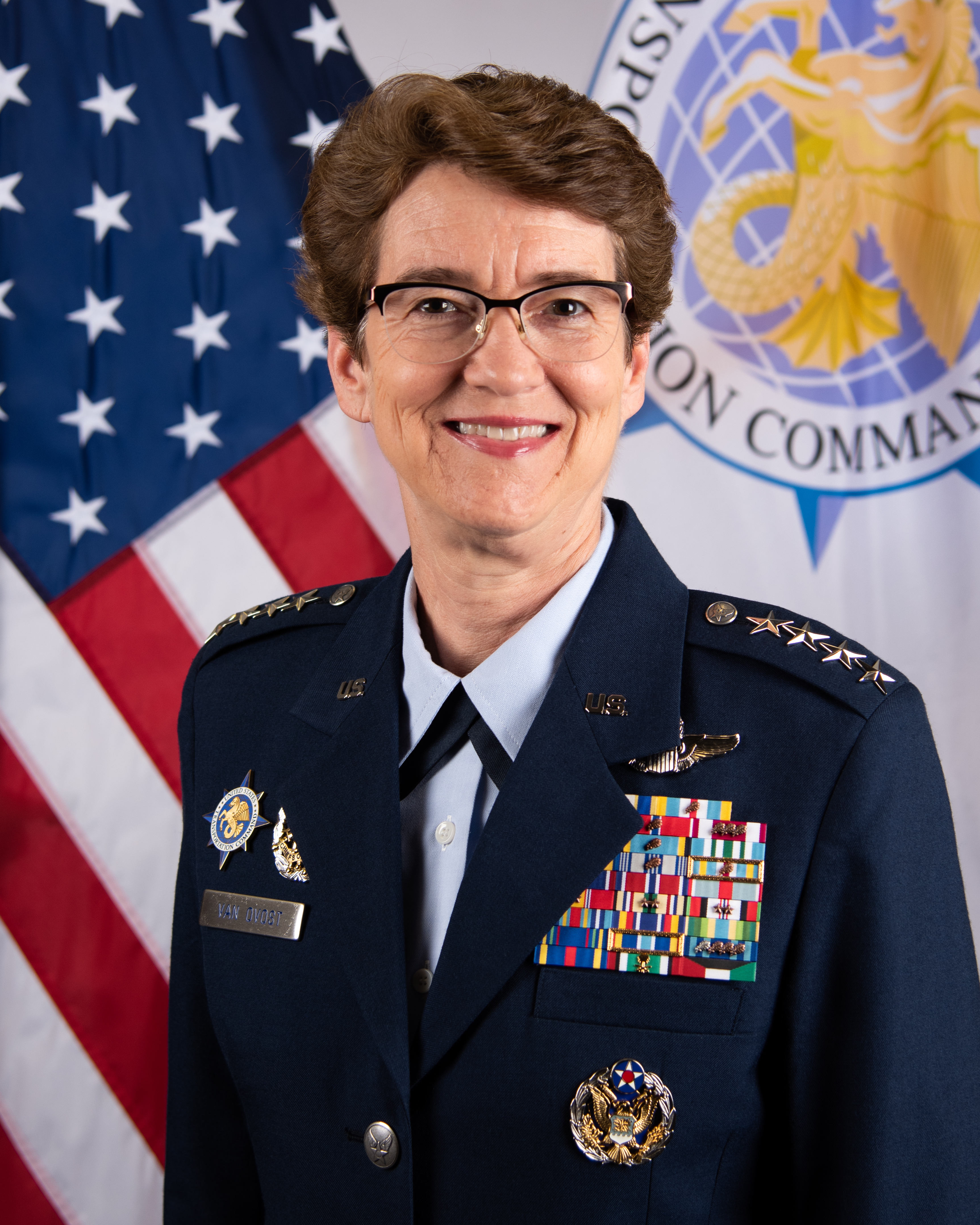
Jacqueline Desiree Van Ovost (2023)

Jacqueline Desiree Van Ovost (* 29. September 1965 in Arlington Heights, Illinois) ist eine ehemalige US-amerikanische Soldatin der United States Air Force, zuletzt im Dienstgrad General. In ihrer letzten Verwendung war sie von 2021 bis 2024 die 14. Kommandeurin des United States Transportation Command.

## Leben
Van Ovost schloss die United States Air Force Academy 1988 mit einem Bachelor of Science ab und wurde danach als Transportfliegerin ausgebildet. Ab August 1989 war sie als Pilotin auf dem Flugzeugmuster Lockheed C-141 auf der Charleston Air Force Base in South Carolina eingesetzt. Ab Juni 1993 absolvierte sie die Ausbildung zur Testpilotin auf der Edwards Air Force Base und war anschließend bis Juli 1998 Testpilotin auf dem Stützpunkt in Nevada.
Bis Juni 1999 war Van Ovost am Air Command and Staff College auf der Maxwell AFB in Alabama und wurde danach bis Juni 2001 im Pentagon beim United States Secretary of the Air Force im für die Beschaffung und Einführung der Boeing C-17 verantwortlichen Referat eingesetzt. Danach war sie Einsatzstabsoffizier der 350th Air Refueling Squadron auf der McConnell Air Force Base in Kansas und danach Staffelkapitän der 384th Air Refueling Squadron auf der gleichen Basis bis Juli 2003.
Nach einem Lehrgang für Stabsoffiziere am Air War College war Jacqueline Van Ovost von Juli bis April 2007 im United States Transportation Command auf der Scott Air Force Base eingesetzt und übernahm danach bis März 2012 drei Truppenkommandos: von Mai 2007 bis März 2008 als stellvertretende Kommandeurin des 12th Flying Training Wing auf der Randolph Air Force Base in Texas, danach bis Februar 2010 als Kommandeurin des Geschwaders, bevor sie bis März 2012 Kommandeurin des 89th Airlift Wing auf der Joint Base Andrews Naval Air Facility in Maryland war. Diesem Verband gehören unter anderem die beiden für den Transport des Präsidenten der Vereinigten Staaten eingesetzten Boeing VC-25 an.

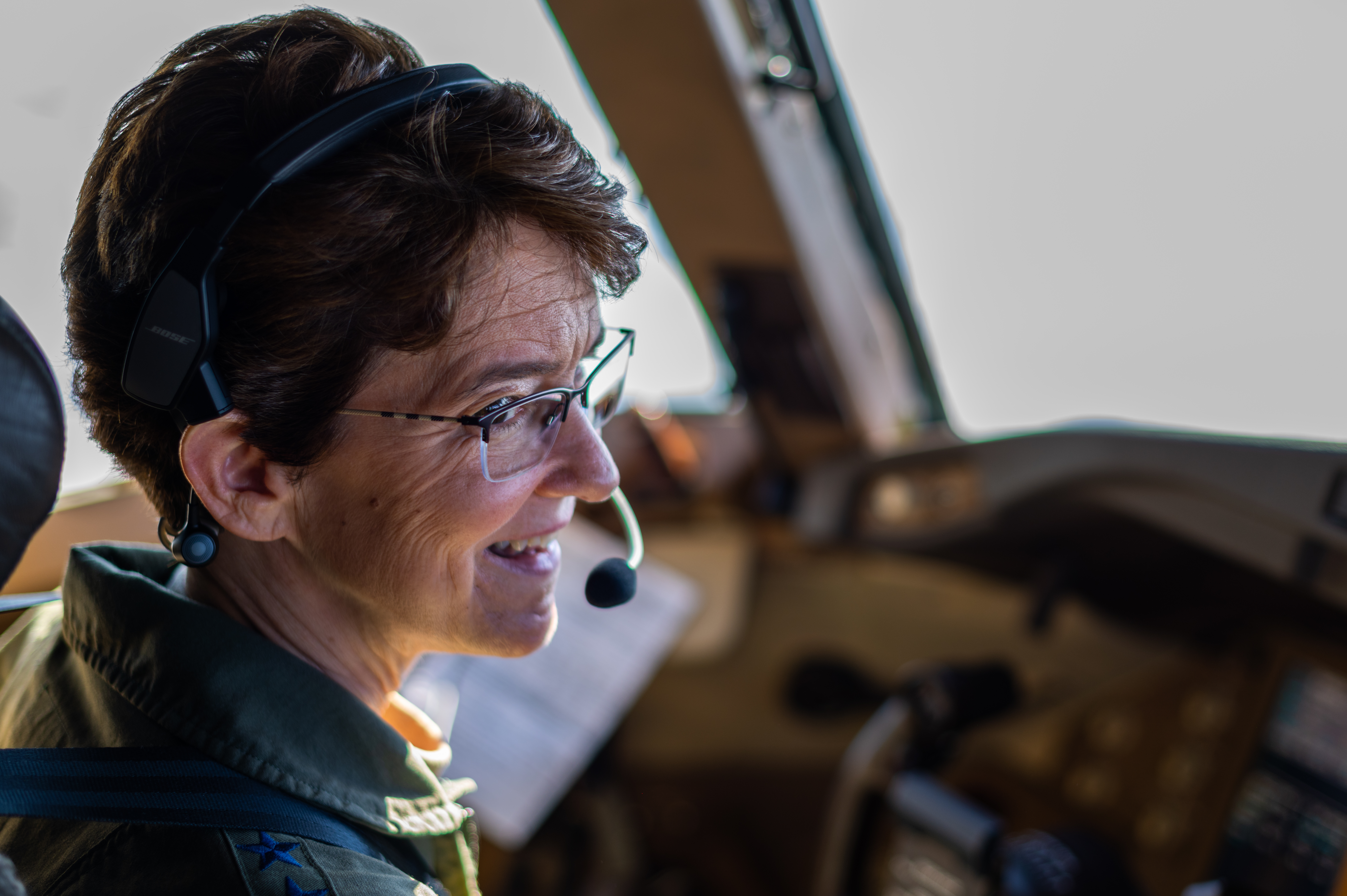
Jacqueline Van Ovost am Steuer einer Boeing KC-46 Pegasus (2021)

Im März 2012 wurde Van Ovost Vizekommandeur des United States Air Force Expeditionary Center auf der Travis Air Force Base in Kalifornien, damit einher ging ihre Ernennung zum Brigadier General im August 2012. Ab September 2013 war sie bis Februar 2015 als stellvertretende Abteilungsleiterin bei den Joint Chiefs of Staff eingesetzt und dort für Strategic Plans and Policies mitverantwortlich. Im Februar 2015 stieg sie bei den Joint Chiefs zum Vizedirektor auf und wurde im Mai 2015 zum Major General befördert. Von August bis November 2017 schloss sich eine kurze Verwendung als Berater des Vice Chief of Staff of the Air Force an, bevor sie im Hauptquartier der United States Air Force den Posten des Director of Staff übernahm. Am 8. November 2017 erfolgte zudem ihre Beförderung zum Lieutenant General.
Ihre weiteren Verwendungen führten sie wieder zurück zum Lufttransport. Im April 2020 wurde Van Ovost stellvertretende Kommandeurin des Air Mobility Command, übernahm von August 2020 bis Oktober 2021 das Kommando über das AMC und wurde am 20. August 2020 zum General befördert.
Im Oktober übernahm sie schließlich ihre Verwendung als Kommandeurin des United States Transportation Command. Ihre für Übernahme des Kommandos des TRANSCOM notwendige Anhörung im United States Senate Committee on Armed Services des Senats der Vereinigten Staaten fand im September 2023 statt. Sie wurde damit eine der ersten zehn weiblichen Vier-Sterne-Generäle der Streitkräfte der Vereinigten Staaten. Am 4. Oktober 2024 übergab sie das Kommando an Randall Reed und trat in den Ruhestand.